# Aït Sedrate Jbel El Soufla
Aït Sedrate Jbel El Soufla (arabiska: أيت سدرات الجبل السفلى) är en kommun i Marocko. Den ligger i provinsen Tinghir och regionen Drâa-Tafilalet, 290 km söder om huvudstaden Rabat. Antalet invånare är 4 471.